# Hippobroma longiflora
La Hippobroma longiflora (L.) G.Don, 1834) è una pianta erbacea perenne, dai fiori bianchi, appartenente alla famiglia delle Campanulaceae. È anche l'unica specie del genere Hippobroma G.Don, 1834.

## Descrizione
La specie di questa voce è un'erba perenne. Le foglie hanno delle forme lanceolate con bordi dentati. L'infiorescenza è formata da larghi fiori, frangranti, solitari in posizione ascellare. I pedicelli sono corti con due bratteole alla base. La corolla è bianca, tubolare nella parte prossimale. I lobi sono tutti uguali. I filamenti sono adnati alla corolla. Le antere terminano con un ciuffo di peli rigidi. I frutti sono delle capsule deiscenti apicalmente tramite due valvole.

## Riproduzione
- Impollinazione: l'impollinazione avviene tramite insetti (impollinazione entomogama con api e farfalle anche notturne). In queste piante è presente un particolare meccanismo a "pistone": le antere formano un tubo nel quale viene rilasciato il polline raccolto successivamente dai peli dallo stilo che nel frattempo si accresce e porta il polline verso l'esterno.[5]
- Riproduzione: la fecondazione avviene fondamentalmente tramite l'impollinazione dei fiori (vedi sopra).
- Dispersione: i semi cadendo a terra (dopo essere stati trasportati per alcuni metri dal vento, essendo molto minuti e leggeri, disseminazione anemocora) sono successivamente dispersi soprattutto da insetti tipo formiche (disseminazione mirmecoria).

## Distribuzione e habitat
Questa pianta è nativa della Colombia e si trova nell'America centrale, Madagascar, India e Asia sud-orientale (fino alla Nuova Guinea).

## Tassonomia
La famiglia di appartenenza della Hippobroma longiflora (Campanulaceae) è relativamente numerosa con 89 generi per oltre 2000 specie (sul territorio italiano si contano una dozzina di generi per un totale di circa 100 specie); comprende erbacee ma anche arbusti, distribuiti in tutto il mondo, ma soprattutto nelle zone temperate. Il genere di questa voce appartiene alla sottofamiglia Lobelioideae (una delle cinque sottofamiglie nella quale è stata suddivisa la famiglia Campanulaceae) ed è monospecifico.

### Sinonimi
Questa entità ha avuto nel tempo diverse nomenclature. L'elenco seguente indica alcuni tra i sinonimi più frequenti:
- Isotoma longiflora (L.) C.Presl
- Isotoma longiflora var. runcinata  (Hassk.) Panigrahi, P.Daniel & M.V.Viswan.
- Isotoma runcinata  Hassk.
- Laurentia longiflora  (L.) Peterm.
- Lobelia longiflora  L.
- Rapuntium longiflorum  (L.) Mill.
- Solenopsis longiflora  (L.) M.R.Almeida